# Língua kuuk thaayorre
Kuuk Thaayorre (Thayore) é uma língua  Paman falada num assentamento Pormpuraaw em Queensland, no oeste da Península do Cabo York, Austrália pelo povo Thaayorr. Conforme relatório de 2006, 250 dos 350 Thaayorre falam a língua. A língua está numa posição até robusta se comparada com outras línguas aborígenes da Austrália, sendo usada por crianças no seu dia-a-dia.
É muito relacionada à língua ogh-undjan e um pouco mais distante das línguas uwe, da Uw Olkola. A Kuuk Yak seria um dialeto ou muito relacionada. Falantes de Kuuk Thaayorre podem lembrar alguns dialetos, tais como Kuuk Thaayunth, Kuuk Thayem e Kuuk Thanon, mas hoje há apenas mínimas diferenças dialetais e a língua se torna bem uniforme na medida  em que o número de falantes se reduz. Barry Alpher vem hoje juntando documentação para compreender as reais afiliações.
Os falantes da língua Kuuk Thaayorre são capazes de lembrar os nomes de alguns [dialetos]], como "Kuuk Thaayunth", "Kuuk Thayem" e "Kuuk Thanon", mas hoje existe apenas pouca diferença dialetal e o idioma está se tornando cada vez mais uniforme à medida que o número de falantes diminui. O chamado do Kuuk Yak pode ser um dialeto do Kuuk Thaayorre, mas também pode ser um idioma intimamente relacionado. Barry Alpher está atualmente tentando verificar documentos no idioma para entender sua afiliação genética.

## Nomes
Como em muitas outras [línguas da Austrália,, há uma longa lista de grafias alternativas de Kuuk Thaayorr . O nome em si,  Kuuk Thaayorre , significa  a língua Thaayorre  na própria língua,  kuuk  que significa  linguagem  e  Thaayorre  sendo seu etnônimo.
Outros nomes incluem  Kuuk Thaayoore ,  Kuktayor ,  Kukudayore ,  Gugudayor ,  Koko Daiyuri ,  Koko Taiyor ,  Kokkotaijari ,  Kokotaiyari ,  Thayorre ,  Thaayore ,  Thayore ,  Tayore ,  Taior ,  Taiol ,  Da: jor  e  Behran .

## Morfosintaxe
Uma frase no Kuuk Thaayorre pode ser tão pequena quanto um único Predicado constituinte. Qualquer  argumentos] para o qual um predicado subcategoriza pode ser omitido. Constituintes predicativos incluem Adjetivos, Substantivos, pronomes Demonstrativo, Advérbios locativos demonstrativos e Advérbios locativos.
Kuuk Thaayorre é, no geral, uma língua não configurável no nível da cláusulas, embora para cláusulas complexas haja restrições na ordem da cláusula principal e a dependente. Dentro de uma cláusula substantiva há uma estrutura complexa.
A forma irregular do morfema no caso ergativo se torna um claro sufixo, em vez de  um enclítico; no entanto, é suportado no último nominal na frase nominal. Isso faz do Kuuk Thaayorre um exemplo de idioma que exibe afixação de frases. A marcação ergativa tem a função pragmática de exibir o grau de expectativa do sujeito.
Existem várias construções inclusiva , ou seja, aquelas que se referem a um superconjunto enquanto se concentram simultaneamente em um subconjunto (elas são encontradas em muitos idiomas do IE, por exemplo, alemão  Wit Scilling  1.du Sc. "Sc. And I") Um deles é um conjunto de pronomes inclusivos de uma palavra que codificam o superconjunto e o subconjunto.

## Semântgica léxica
Kuuk Thaayorre é conhecido por seu uso completo de dezesseis palavras para absolutas pontos cardiais em vez de palavras com sentidos relativos (' à frent , à esquerd  etc.), como é familiar na maioria dos idiomas. Falantes de Kuuk Thaayorre mostrar uma habilidade correspondentemente maior na capacidade de navegação do que os falantes de idiomas como o inglês e sempre saber a direção exata.  Quando solicitados a organizar uma sequência de imagens em ordem temporal, os falantes as organizam de maneira consistente, de modo que o tempo corra de leste a oeste, independentemente da orientação corporal..

## Fonologia

### Vogais
Kuuk Thaayorre tem 5 vogais
|                 | Anterior    | Posterior |
| Não Arredondada | Arredondada |           |
| --------------- | ----------- | --------- |
| Fechada         | i           | u         |
| Meio Fechada    | e           | o         |
| Open            | a           | a         |

Todos os Vogais acima têm também uma forma longa..

### Consoantes
Kuuk Thaayorre tem 16 Consoantes:
|             | Periférica | Periférica | Laminal | Laminal  | Apical     | Apical | Glotal |
| Bilabial    | Velar      | Palatal    | Dental  | Alveolar | Retroflexa |        | Glotal |
| ----------- | ---------- | ---------- | ------- | -------- | ---------- | ------ | ------ |
| Plosiva     | p /p/      | k /k/      | c /c/   | th /t̪/   | t /t/      |        | ' /ʔ/  |
| Nasal       | m /m/      | ng /ŋ/     | ny /ɲ/  | nh /n̪/   | n /n/      |        |        |
| Vibrante    |            |            |         |          | rr /r/     |        |        |
| Aproximante | w /w/      | w /w/      | y /j/   |          | l /l/      | r /ɻ / |        |

A estrutura silábica máxima é CVCCC e os conglomerados de quatro Consoantes não são incomuns. Excepcionalmente, sequências de consecutivos / r / e / ɻ / são lícitas.
Ao contrário de muitas línguas australianas, monossílabos de todas as classes de palavras são freqüentes em Kuuk Thaayorre.